# Benjamin Cavet
Benjamin Cavet (ur. 1 stycznia 1994 w Maidstone) – francuski narciarz dowolny, specjalizujący się w jeździe po muldach, dwukrotny wicemistrz świata.

## Kariera
Po raz pierwszy na arenie międzynarodowej pojawił się 25 lutego 2007 roku w Méribel, gdzie w zawodach FIS Race zajął 22. miejsce w muldach podwójnych. W 2011 roku wystąpił na mistrzostwach świata juniorów w Jyväskylä, gdzie wywalczył srebrny medal w jeździe po muldach. Podczas rozgrywanych trzy lata później mistrzostw świata juniorów w Valmalenco zdobył złoto w mulsach podwójnych i srebro w jeździe po muldach.
W zawodach Pucharu Świata zadebiutował 10 grudnia 2011 roku w Ruka, zajmując dziewiętnaste miejsce w jeździe po muldach. Tym samym już w swoim, debiucie zdobył pierwsze pucharowe punkty. Na podium zawodów tego cyklu po raz pierwszy stanął 21 marca 2014 roku w La Plagne, zajmując trzecie miejsce w muldach podwójnych. W zawodach tych wyprzedzili go jedynie dwaj Knadyjczycy: Alexandre Bilodeau i Mikaël Kingsbury. W sezonie 2015/2016 zajął dziesiąte miejsce w klasyfikacji generalnej, a w klasyfikacji jazdy po muldach był trzeci. Kolejny sezon ukończył na piątym miejscu w klasyfikacji generalnej i drugim w klasyfikacji jazdy po muldach. W sezonie 2020/2021 po raz kolejny zajął drugą pozycję w klasyfikacji jazdy po muldach.
W 2014 roku wystartował na igrzyskach olimpijskich w Soczi, gdzie zajął ósme miejsce. Rok później został zgłoszony do startu na mistrzostwach świata w Kreischbergu, jednak ostatecznie nie wystąpił w  żadnej konkurencji. Na rozgrywanych dwa lata później mistrzostwach świata w Sierra Nevada zdobył srebrny medal w jeździe po muldach, przegrywając tylko z Ikumą Horishimą z Japonii. W 2018 roku zajął 25. miejsce podczas igrzysk olimpijskich w Pjongczangu. W marcu 2021 roku podczas mistrzostw świata w Ałmaty zdobył kolejne srebro w jeździe po muldach. Na igrzyskach w Pekinie w 2022 roku zajął czwarte miejsce, przegrywając walkę o podium z Horishimą.

## Osiągnięcia

### Igrzyska olimpijskie
| Miejsce | Dzień     | Rok  | Miejscowość | Konkurencja      | Zwycięzca          |
| ------- | --------- | ---- | ----------- | ---------------- | ------------------ |
| 8.      | 10 lutego | 2014 | Soczi       | Jazda po muldach | Alexandre Bilodeau |
| 25.     | 12 lutego | 2018 | Pjongczang  | Jazda po muldach | Mikaël Kingsbury   |
| 4.      | 5 lutego  | 2022 | Pekin       | Jazda po muldach | Walter Wallberg    |

### Mistrzostwa świata
| Miejsce | Dzień       | Rok  | Miejscowość   | Konkurencja      | Zwycięzca        |
| ------- | ----------- | ---- | ------------- | ---------------- | ---------------- |
| DNS     | 18 stycznia | 2015 | Kreischberg   | Jazda po muldach | Anthony Benna    |
| DNS     | 19 stycznia | 2015 | Kreischberg   | Muldy podwójne   | Mikaël Kingsbury |
| 2.      | 8 marca     | 2017 | Sierra Nevada | Muldy            | Ikuma Horishima  |
| 9.      | 9 marca     | 2017 | Sierra Nevada | Muldy podwójne   | Ikuma Horishima  |
| 5.      | 8 lutego    | 2019 | Deer Valley   | Jazda po muldach | Mikaël Kingsbury |
| 6.      | 9 lutego    | 2019 | Deer Valley   | Muldy podwójne   | Mikaël Kingsbury |
| 2.      | 8 marca     | 2021 | Ałmaty        | Jazda po muldach | Mikaël Kingsbury |
| 26.     | 9 marca     | 2021 | Ałmaty        | Muldy podwójne   | Mikaël Kingsbury |
| 6.      | 25 lutego   | 2023 | Bakuriani     | Jazda po muldach | Mikaël Kingsbury |
| 6.      | 26 lutego   | 2023 | Bakuriani     | Muldy podwójne   | Mikaël Kingsbury |

### Puchar Świata

#### Miejsca w klasyfikacji generalnej
- sezon 2011/2012: 129.
- sezon 2012/2013: 274.
- sezon 2013/2014: 82.
- sezon 2014/2015: 68.
- sezon 2015/2016: 10.
- sezon 2016/2017: 5.
- sezon 2017/2018: 26.
- sezon 2018/2019: 6.
- sezon 2019/2020: 9.

Od sezonu 2020/2021 klasyfikacja jazdy po muldach jest jednocześnie klasyfikacją generalną.
- sezon 2020/2021: 2.
- sezon 2021/2022: 7.
- sezon 2022/2023: 6
- sezon 2023/2024: 7
- sezon 2024/2025: 6

#### Miejsca na podium w zawodach
1. La Plagne – 21 marca 2014 (muldy podwójne) – 3. miejsce
2. Ruka – 12 grudnia 2015 (muldy podwójne) – 2. miejsce
3. Tazawako – 28 lutego 2016 (muldy podwójne) – 3. miejsce
4. Moskwa – 5 marca 2016 (muldy podwójne) – 2. miejsce
5. Ruka – 10 grudnia 2016 (muldy) – 3. miejsce
6. Lake Placid – 13 stycznia 2017 (muldy) – 2. miejsce
7. Calgary – 28 stycznia 2017 (muldy) – 3. miejsce
8. Deer Valley – 2 lutego 2017 (muldy) – 2. miejsce
9. Tazawako – 18 lutego 2017 (muldy) – 3. miejsce
10. Tazawako – 19 lutego 2017 (muldy podwójne) – 2. miejsce
11. Megève – 18 marca 2018 (muldy podwójne) – 2. miejsce
12. Ruka – 7 grudnia 2018 (jazda po muldach) – 2. miejsce
13. Thaiwoo – 16 grudnia 2018 (muldy podwójne) – 3. miejsce
14. Lake Placid – 18 stycznia 2019 (jazda po muldach) – 1. miejsce
15. Tazawako – 24 lutego 2019 (muldy podwójne) – 3. miejsce
16. Thaiwoo – 14 grudnia 2019 (jazda po muldach) – 3. miejsce
17. Thaiwoo – 15 grudnia 2019 (muldy podwójne) – 2. miejsce
18. Mont-Tremblant – 25 stycznia 2020 (jazda po muldach) – 3. miejsce
19. Deer Valley – 8 lutego 2020 (muldy podwójne) – 2. miejsce
20. Idre Fjäll – 12 grudnia 2020 (jazda po muldach) – 1. miejsce
21. Deer Valley – 4 lutego 2021 (jazda po muldach) – 2. miejsce
22. Deer Valley – 5 lutego 2021 (muldy podwójne) – 3. miejsce
23. Idre – 11 grudnia 2021 (jazda po muldach) – 3. miejsce
24. L’Alpe d’Huez – 17 grudnia 2022 (muldy podwójne) – 2. miejsce
25. Deer Valley – 2 lutego 2023 (jazda po muldach) – 3. miejsce
26. Deer Valley – 3 lutego 2024 (muldy podwójne) – 2. miejsce
27. Bakuriani – 20 grudnia 2024 (jazda po muldach) – 1. miejsce
28. Bakuriani – 21 grudnia 2024 (muldy podwójne) – 2. miejsce
29. Waterville Valley – 24 stycznia 2025 (jazda po muldach) – 3. miejsce
30. Saint-Côme – 1 lutego 2025 (muldy podwójne) – 2. miejsce
31. Deer Valley – 6 lutego 2025 (jazda po muldach) – 3. miejsce